# Schwimmsportverein Esslingen
Lo Schwimmsportverein Esslingen è una società sportiva di Esslingen am Neckar fondata nel 1909, che si occupa di nuoto e pallanuoto, oltre che attività di fitness e wellness in acqua. La squadra maschile di pallanuoto è una presenza costante nella massima serie tedesca, pur senza aver mai ottenuto alcun successo.

## Rosa 2015-2016
| N° |                        | Ruolo | Giocatore             |
| -- | ---------------------- | ----- | --------------------- |
|    | Germania (bandiera)    |       | Robin Finkes          |
|    | Grecia (bandiera)      |       | Konstantinos Sopiadis |
|    | Germania (bandiera)    |       | Gadi Hadar            |
|    | Stati Uniti (bandiera) |       | Matthew Michalko      |
|    | Germania (bandiera)    |       | Hannes Rothfuss       |
|    | Germania (bandiera)    |       | Adrian Hausmann       |
|    | Germania (bandiera)    |       | Heiko Nossek          |
|    | Germania (bandiera)    |       | Timo Van der Bosch    |

| N° |                           | Ruolo | Giocatore         |
| -- | ------------------------- | ----- | ----------------- |
|    | non conosciuta (bandiera) |       | Lukas Syka        |
|    | Germania (bandiera)       |       | Valentin Finkes   |
|    | Germania (bandiera)       |       | Marco Watzlawik   |
|    | Stati Uniti (bandiera)    |       | Cameron Ravanbach |
|    | Germania (bandiera)       |       | Michael Müller    |
|    | Germania (bandiera)       |       | Lars Hechler      |
|    | Germania (bandiera)       |       | Hannes Glaser     |